# Chorizagrotis inconcinna
Chorizagrotis inconcinna là một loài bướm đêm trong họ Noctuidae.